# Грєшнова Любава Станіславівна
Грєшнова Любава Станіславівна — українська  акторка та телеведуча.

## Біографія
Народилась 5 липня 1988 року в Харкові. Була дуже творчою дитиною. В дитинстві поєднувала навчання на відмінно, творчу діяльність, участь у театральному житті Харкова. Займалася співом, музикою, танцями, театральним мистецтвом та журналістикою, з 13 років була авторкою і ведучою програми «Дитячий кінозал» на Харківському державному телебаченні, виконувала головні ролі в мюзиклах та виставах. 
Збиралася навчатися на факультеті журналістики, але в 13 років, зігравши свою першу роль у кіно, вирішила вступати в театральний університет. У 2005 році Любава стала студенткою Київського національного університету ім. Карпенка-Карого, факультет актор театру і кіно, курс Зимньої В. І. 
З першого курсу Любава активно починає зніматися в українському кіно, а по закінченню стає ведучою найрейтинговішого шоу «Зважені та щасливі» на телеканалі СТБ, паралельно дебютує в україномовній повнометражній стрічці виробництва кіностудії Довженка «Мама, я льотчика люблю». Грає свої перші ролі в київському театрі «Сузір’я» в постановках О.П. Кужельного. 
З 2012 по 2022 рік активно знімається в кіно і культових українських серіалах.
Паралельно навчається у відомих американських коучей з акторської майстерності та набуває досвіду знімання в Америці у співпраці з New York Film Academy.

## Сім'я
Чоловік — актор театру і кіно Михайло Пшеничний. Майбутнє подружжя, незважаючи на те, що навчалося в одному університеті, познайомилося на знімальному майданчику фільму «Наречена мого друга» у 2012 році. На початку 2017 року стало відомо про вагітність Любави, стать дитини пара довго не розголошувала. На останніх місяцях вагітності актриса продовжувала вести активний спосіб життя. Народила сина, якого також назвала Михайлом. Після пологів Любава скинула 45 кг.

## Фільмографія
На рахунку Любави 70 ролей у кіно, більшість із них головні.
- 2021 «Ігри дітей старшого віку», головна роль - Ада (реж. Р. Барабаш)
- 2021 «Чуже Щастя», головна роль - Олена (реж. Р. Бровко)
- 2021 «Трикутник долі», головна роль - Женя  (реж. Р. Барабаш)
- 2021 «3 чистого паперу», головна роль - Марія (реж. Р. Бровко)
- 2020 «Тінь минулого», головна роль - Даша (реж. О. Ітигілов)
- 2020 «Повернення», головна роль - Вікторія (реж. Сергій Лянін)
- 2019 «Родина на рік», головна роль - Марина Ярославська (реж. А. Сілкін)
- 2018 «Раптова наречена», головна роль - Анастасія Ларіна (реж. М. Кравченко)
- 2018 «Клуб ошуканих дружин», головна роль - Ольга (реж. О. Яковлева)
- 2016 «Зранене серце», головна роль - Вікторія (реж. О. Ітигілов)
- 2015 «Чарлі», головна роль - Ліза (реж. Д. Лактіонов)
- 2014 «Трубач», роль - Зінаїда (реж. А. Матешко)
- 2014 «Поверни моє життя», роль - Олена Залеська/Дарина Ключевська (реж. Є. Баранов)
- 2014 «Піти, аби лишитися», головна роль - Уляна (реж. А. Чеботарьова)
- 2013 «Пʼятий поверх без ліфта», головна роль - Аня (реж. С. Краснов)
- 2012 «Наречена мого друга», головна роль - Ліза (реж. Д. Лактіонов)
- 2012 «Мама, я льотчика люблю», роль - Олена Журба (реж. О. Ігнатуша)
- 2011 «Моє нове життя», головна роль - Ася Рикова (реж. О. Байрак)

## Громадська діяльність
З початку повномасштабного вторгнення працювала волонтером на Варшавському вокзалі, потім активно співпрацювала з командами і фондами харківських волонтерів.
Має волонтерське посвідчення. У квітні 2022 року Любава разом з чоловіком самостійно створює перші в Європі україномовні благодійні вистави для дітей та дорослих. У вересні 2022 року Любава та її чоловік створили перші україномовні вистави, що гастролюють країнами Європи та світом, метою яких є поширення української культури та ідентичності в інших країнах. Вистави «Дивовижна Божевільна» та «Щасливий день» добре знані глядачу Європи, саме вони змогли довести, що україномовні вистави можуть збирати й об’єднувати глядачів по всьому світу.